# Tariq Majid
Tariq Majid, pakistanski general, * 23. avgust 1950.
Majid je trenutni načelnik Združenega štaba Pakistanskih oboroženih sil (od 2007).